# صلیبخات
صلیبخات (به عربی: الصلیبخات) یک منطقهٔ مسکونی در کویت است که در استان عاصمه واقع شده‌است. صلیبخات ۱۶٫۱ کیلومتر مربع مساحت و ۳۴٬۳۶۱ نفر جمعیت دارد و ۹ متر بالاتر از سطح دریا واقع شده‌است.